# Ледесма, Алан
Эдгар Алан Ледесма Кампос (исп. Edgar Alan Ledesma Campos) (26 ноября 1977, Мехико, Мехико — 25 февраля 2008, там же) — мексиканский актёр.

## Биография
Родился 26 ноября 1977 года в Мехико. В мексиканском кинематографе дебютировал в 1999 году и с тех пор снялся всего лишь в 9 работах в телесериалах, среди них выделяются: Женщина, случаи из реальной жизни и Злоумышленница. Актёр прожил недолгую жизнь, ближе к началу 2000-х годов актёру поставили диагноз рак желудка, но тот несмотря на это снимался, превозмогая боль. В больнице при обследовании у актёра был обнаружен рак угрожающего размера, и было принято решение вырезать ему 15 см кишечника, но это ему не помогло — метастазы пошли в печень и лёгкое. 13 февраля 2008 года было принято решение впервые в Мексике для лечения актёра, сделать химиотерапию, но это не спасло его. 25 февраля 2008 года в больнице Мехико он скончался в 02:45 ночи.

## Фильмография

### Теленовеллы
- Lola, érase una vez - Julio (2007)
- Código Postal - Angel Moreno (2007)
- Pablo y Andrea - Osvaldo Montero (2005)
- Clap... el lugar de tus sueños (2003)
- Злоумышленница - David
- Rayito de luz (2000)
- DKDA Sueños de juventud (1999)
- Infierno en el paraiso - Julio (1999)

### Многосезонные ситкомы
- 1985-2007 — Женщина, случаи из реальной жизни